# 施托克豪森-伊尔富特
施托克豪森-伊尔富特是德国莱茵兰-普法尔茨州的一个市镇。总面积3.24平方公里，总人口471人，其中男性247人，女性224人（2011年12月31日），人口密度145人/平方公里。